# نيل جابلونسكي
نيل جابلونسكي (بالإنجليزية: Neil Jablonski)‏ هو لاعب كرة قدم أسترالي في مركز الوسط، ولد في 9 مارس 1983 في Glenrothes ‏ في المملكة المتحدة. لعب مع ريث روفرز ونادي إيست فيف ونادي بريتشين سيتي ونادي دندي.

## وصلات خارجية
- نيل جابلونسكي على موقع قاعدة بيانات كرة القدم.إي يو (الإنجليزية)
- نيل جابلونسكي على موقع Soccerbase.com (لاعب) (الإنجليزية)